# Municipio de Richland (condado de Steuben)
El municipio de Richland (en inglés: Richland Township) es un municipio ubicado en el condado de Steuben en el estado estadounidense de Indiana. En el año 2010 tenía una población de 570 habitantes y una densidad poblacional de 14,13 personas por km².

## Geografía
El municipio de Richland se encuentra ubicado en las coordenadas 41°34′23″N 84°49′50″O / 41.57306, -84.83056. Según la Oficina del Censo de los Estados Unidos, el municipio tiene una superficie total de 40.34 km², de la cual 40,34 km² corresponden a tierra firme y (0 %) 0 km² es agua.

## Demografía
Según el censo de 2010, había 570 personas residiendo en el municipio de Richland. La densidad de población era de 14,13 hab./km². De los 570 habitantes, el municipio de Richland estaba compuesto por el 97,72 % blancos, el 0,88 % eran amerindios, el 0,18 % eran asiáticos, el 0,18 % eran isleños del Pacífico y el 1,05 % eran de una mezcla de razas. Del total de la población el 1,58 % eran hispanos o latinos de cualquier raza.